# Mayo-Rey
Le Mayo-Rey est un département du Cameroun situé dans la région du Nord. Son chef-lieu est Tcholliré.
Maayo signifie « cours d'eau » en peul du Cameroun.

## Organisation territoriale
Le département est découpé en 4 arrondissements et/ou communes :
- Madingring
- Rey-Bouba
- Tcholliré
- Touboro